# Piestrzenica infułowata

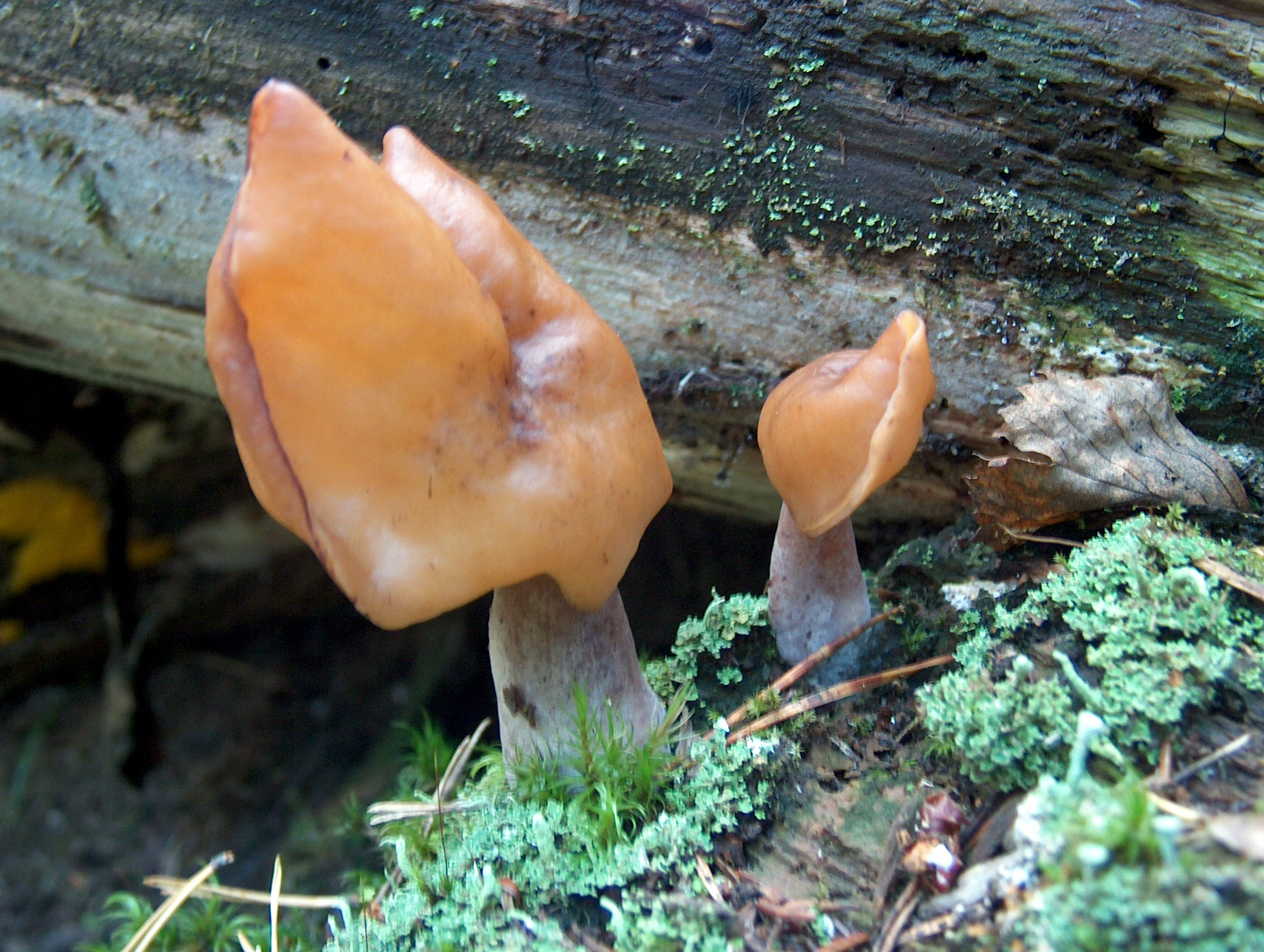

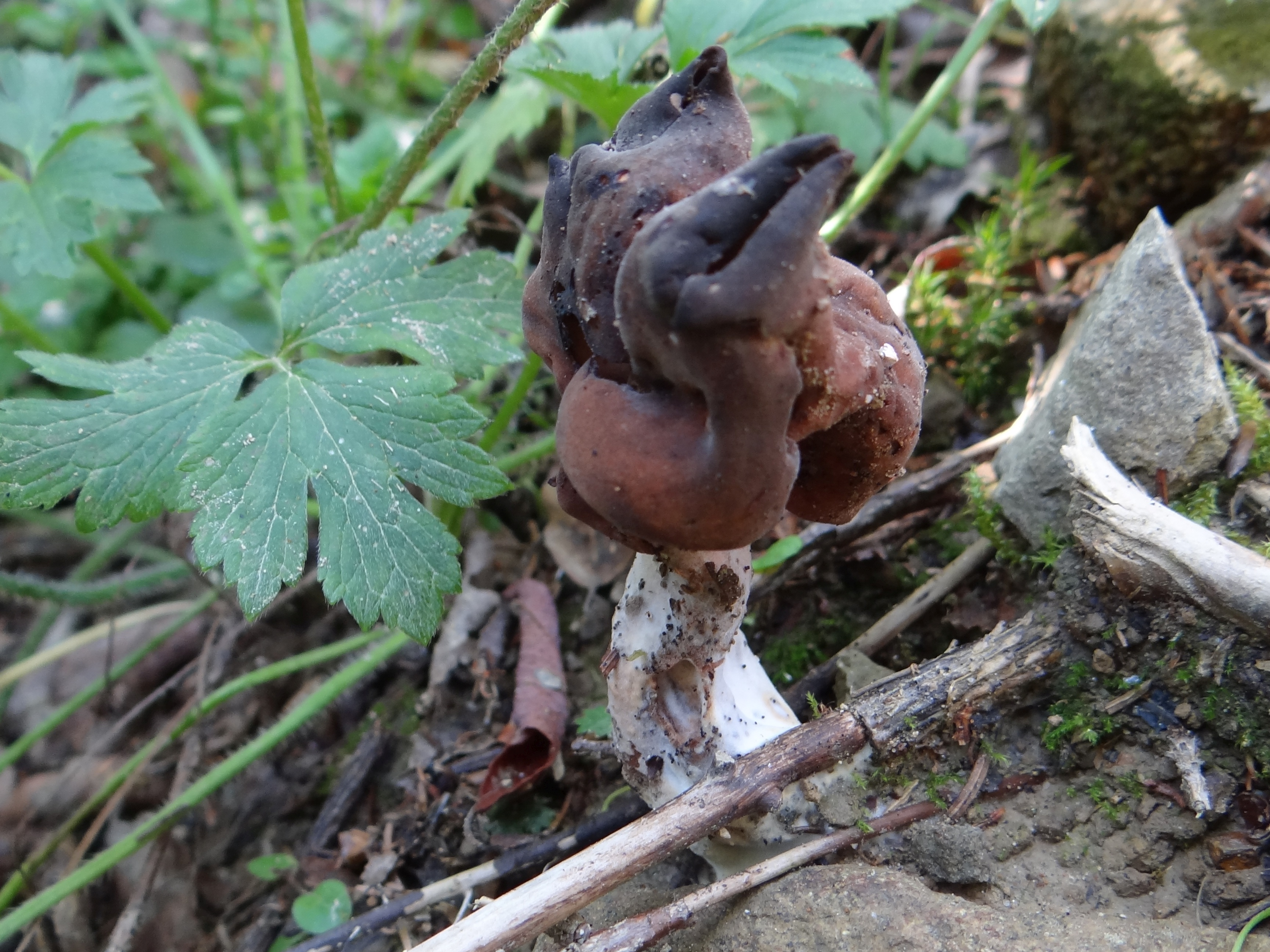

Piestrzenica infułowata (Gyromitra infula (Schaeff.) Quèl.) – gatunek grzybów z rodziny krążkownicowatych (Discinaceae).

## Systematyka i nazewnictwo
Pozycja w klasyfikacji według Index Fungorum: Gyromitra, Discinaceae, Pezizales, Pezizomycetidae, Pezizomycetes, Pezizomycotina, Ascomycota, Fungi.
Po raz pierwszy takson ten zdiagnozował w 1774 r. Jacob Christian Schaeffer, nadając mu nazwę Helvella infula. Obecną, uznaną przez Index Fungorum nazwę nadał mu w 1886 r. Lucien Quélet, przenosząc go do rodzaju Gyromitra.
Synonimów nazwy naukowej ma ok. 20. Niektóre z nich:
- Helvella infula Schaeff. 1774
- Physomitra infula (Schaeff.) Boud. 1907

## Morfologia
Główka
Nieregularnie pofałdowana z dwiema, rzadziej z trzema lub czterema skierowanymi ku górze, odwrotnie tutkowatymi fałdami, nadającymi jej wygląd infuły; ciemnokasztanowaty lub czerwonobrązowy. W szczególnie korzystnych warunkach owocnik (główka wraz z trzonem) może osiągnąć wysokość nawet do 20 cm, z reguły jednak jest dużo mniejszy.
Trzon
Biały; zwykle jednakowej grubości na górze i na dole, nieraz spłaszczony, rozdęty u szczytu, a u podstawy trochę sfałdowany i zwężony; za młodu pełny, później komorowaty i pusty.
Miąższ
Biały, łamliwy, o niewyraźnym smaku i zapachu.
Zarodniki
Podłużnie eliptyczne, gładkie, bezbarwne, o rozmiarach 18-24 × 7,5–9 μm
Gatunki podobne
Podobna jest piestrzenica kasztanowata (Gyromitra esculenta), ma jednak bardziej mózgowato pofałdowaną główkę i występuje tylko wczesną wiosną. Prawie nierozróżnialna makroskopowo jest piestrzenica pośrednia (Gyromitra ambigua). Zazwyczaj jest mniejsza, ciemniejsza i posiada fioletowo – brązowe zabarwienie, ale pewność daje tylko analiza mikroskopowa. Jest bardzo rzadka i objęta częściową ochroną gatunkową.

## Występowanie i siedlisko
W Polsce gatunek rzadki. Znajduje się na Czerwonej liście roślin i grzybów Polski. Ma status V – gatunek narażony na wymarcie.
Rośnie w lasach iglastych, przeważnie pojedynczo na pniakach i na leżącym w ziemi drewnie, zdarza się także w wyższych strefach górskich. Częściej występuje w górach. Jej owocniki pojawiają się dość późno, dopiero późnym latem i jesienią.

## Znaczenie
Saprotrof. Piestrzenica infułowata uważana jest za jadalną, lecz z powodu rzadkości występowania powinna być oszczędzana. Nie można wykluczyć, że zawiera gyromitrynę.